# Tecnológico de Antioquia
O Tecnológico de Antioquia  (TdeA)  também conhecido como Tecnológico de Antioquia - Institución Universitaria -, é uma instituição de ensino superior na Colômbia, situado no departamento de Antioquia, que oferece programas de formação técnica, tecnológica e profissional. Sua sede está localizada em Robledo, na cidade de Medellín. A tecnológico é atualmente considerado uma das melhores faculdades do país.